# Kolumban Młodszy
Kolumban Młodszy (ur. ok. 561 roku w irlandzkiej prowincji Leinster, zm. 23 listopada 615 roku we włoskim Bobbio) – irlandzki opat, misjonarz, uznawany przez Kościół katolicki świętym, jeden z pomniejszych patronów Irlandii. Zapoczątkował działalność misyjną Kościoła iryjskiego w Europie. Kodyfikator prawa klasztornego iryjskiego.
Znany głównie pod łacińskim imieniem Columbanus wytworzonym z celtyckiego Koloman (znaczy Pustelnik) i skojarzenia z nim łacińskiego Columba, czyli Gołąb.

## Życiorys

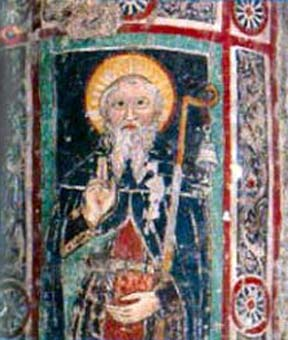
Kolumban Młodszy, malowidło średniowieczne

Kolumban pochodził z rodziny o niskim statusie społecznym. Pod wpływem pewnej pustelniczki postanowił poświęcić życie dość popularnej wtedy praktyce pielgrzymowania z miłości do Chrystusa (peregrinatio pro Christi amore). Opuścił rodzinę (matka miała się rzucić przed nim, byle by tylko został) i udał się na nauki. Przez pewien czas studiował Pismo Święte pod okiem św. Sinella na Cleenish Island, skąd udał się do klasztoru w Bangor, któremu przewodził święty Kongal (Komgal, Comgall), założyciel tegoż klasztoru (zm. ok. 602). Tamże Kolumban, gdy otrzymał święcenia, został przełożonym szkoły klasztornej. Wtedy powstały też jego pierwsze pisma, jak komentarz do Księgi Psalmów (zaginiony), a także (jak się przypuszcza) reguła zakonna i księga pokutna, zbiory bardzo surowych przepisów/kar dla mnichów.
Za zgodą świętego Comgalla opuścił Irlandię około 591.
W tym czasie klasztory Kolumbana, choć wsparte przez władzę, cierpiały niedostatki w zaopatrzeniu. Niemniej egzystencja klasztorna przebiegała bez większych problemów, a znaczenie Kolumbana wzrastało z każdym rokiem. Jedno ze zdarzeń doskonale obrazuje, jak ważne w życiu zakonu było piwo, w którego sprawach miała interweniować nawet Opatrzność Boska. Wedle żywotów Kolumbana jeden z mnichów miał zapomnieć, że w piwnicy zostawił otwarty szpunt nad kuflem, ponieważ w czasie nalewania piwa wezwał go opat (czyli Kolumban). Jednakże Opatrzność nie pozwoliła piwu się rozlać, tworząc nad kuflem gigantyczną koronę z piany i dzięki temu ratując mnicha przed karą za marnotrawstwo.
Jednak przyszły dla Kolumbana czasy trudniejsze, których - nota bene - sam był autorem poprzez swoją zawziętość i upór. Możemy to zauważyć na przykładzie ustalania daty Świąt Wielkanocy (iryjski system różnił się od rzymskiego), czego dowodem są listy świętego do papieży Grzegorza I i Bonifacego IV, a także surowość przepisów jego reguł. Poparcie królewskie stracił Kolumban z powodu odmowy błogosławieństw dla synów Teuderyka II (następcy Childeberta II w Burgundii), pochodzących z nieprawego łoża. W 610 roku król zdecydował o deportacji świętego z powrotem do Irlandii. Kolumban uciekł jednak straży w czasie wykonywania wyroku (dokonał cudu) i udał się do Neustrii na dwór Chlotara II, któremu przepowiedział zjednoczenie w jego ręku państwa frankijskiego w 613 roku. Stamtąd udał się do Bregencji nad Jeziorem Bodeńskim gdzie, pod opieką króla Austrazji, Teudeberta II (także syna Childeberta II), ewangelizował Alemanów. Źródła mówią, że miał także rozmyślać o misji wśród Słowian. Z okresem alemańskim wiążą się też cuda. Warta wspomnienia jest opowieść o tym jak święty napotkał zgromadzenie pogańskie, na którym tańczono wokół wielkiej beczki piwa. Beczka ta miała być darem dla boga Wodana. Kolumban usłyszawszy to, zdenerwował się i dmuchnął na beczkę roztrzaskując ją w ten sposób. Ludzie, którzy nie przestraszyli się "piwnego deszczu", mieli się nawrócić.
Gdy Teudebert II zmarł w 612 roku, Austrazję przejął Teuderyk II, wspomniany król Burgundii. Tak więc Kolumban pozostawił ewangelizację Alemanii świętemu Gawłowi (Gallowi) i udał się do Agilulfa, ariańskiego króla Longobardii, który wziął go pod opiekę. W północnych Włoszech trwał wtedy konflikt religijny - ze świętym król wiązał nadzieje na uporządkowanie tego stanu. Król przejawiał także chęci zmiany wiary. Miejsce na klasztor otrzymał Kolumban w Bobbio, gdzie dopełnił swoich dni.
Misje kolumbańskie przyniosły do Europy pismo iryjskie i zachowane w Irlandii dzieła starożytne. Z misjami tymi wiązało się powstawanie skryptoriów i tym samym bibliotek (jak np. w Bobbio), słynących ze swych wielkich zbiorów. W klasztorach zakładane były także szkoły. Typowo ascetyczny charakter monastyriów kolumbańskich trafiał do ówczesnego przekonania; reguły i księga pokutna autorstwa Kolumbana nie działały odstraszająco, a raczej przyciągały nowych ludzi (tym samym denerwując biskupów) - były zgodne z ówczesną mentalnością. Jednakże po śmierci świętego kontrowersje co do iryjskiego spojrzenia na katolicyzm wzięły górę. Już w 623 poczęły się protesty mnichów i to w samym Luxeuil. Charakterystyczne, że były to protesty głównie mnichów pochodzenia galijskiego. Zaczęto więc regułę kolumbańską łagodzić (Donat z Besançon), aż w ogóle zniesiono ją w 817 na synodzie w Akwizgranie i wprowadzono do klasztorów kolumbańskich regułę św. Benedykta z Nursji. Samego Kolumbana uznano zaś uczniem tegoż świętego (!).

## Kult
Kult św. Kolumbana osiągnął spore znaczenie lokalne w średniowieczu i na początku czasów nowożytnych w rejonach przyległych do jego ostatniej fundacji w Bobbio. Zahamowanie rozwoju jego kultu łączy się z wprowadzeniem do klasztorów przezeń założonych reguły świętego Benedykta. Wzywany jest jako obrońca przed powodziami i chorobami psychicznymi.
W ikonografii przedstawiany jest, jako opat z pastorałem, brodaty mnich z księgą lub eremita z niedźwiedziem.
Jego wspomnienie liturgiczne obchodzone jest 23 listopada.